# Меген, Хубертус Матеус Мария ван
Хубертус Матеус Мария ван Меген (нидерл. Hubertus Matheus Maria van Megen; род. 4 октября 1961, Эйгельсхофен, Нидерланды) — нидерландский прелат и ватиканский дипломат. Титулярный архиепископ Новалицианы с 8 марта 2014. Апостольский нунций в Судане с 8 марта 2014 по 16 февраля 2019. Апостольский нунций в Эритрее с 7 июня 2014 по 16 февраля 2019. Апостольский нунций в Кении с 16 февраля 2019. Апостольский нунций в Южном Судане с 19 марта 2019 по 14 мая 2024. Постоянный наблюдатель Святого Престола при Программе Организации Объединённых Наций по населенным пунктам с 25 мая 2019.